# Suối Cái
Suối Cái là một con suối đổ ra Ngòi Lạt. Suối có chiều dài 16 km và diện tích lưu vực là 48 km². Suối Cái chảy qua các tỉnh Phú Thọ, Hoà Bình.